# Artur Stefankiewicz
Artur Ryszard Stefankiewicz (ur. 22 września 1981 w Gnieźnie) – polski chemik, profesor nauk ścisłych i przyrodniczych, specjalizujący się w chemii supramolekularnej i materiałach funkcjonalnych. Nauczyciel akademicki Uniwersytetu im. Adama Mickiewicza w Poznaniu. Dyrektor Centrum Zaawansowanych Technologii UAM.

## Życiorys
W 2005 ukończył studia chemiczne na UAM na podstawie pracy Nowe supramolekularne związki kompleksowe jonów metali d- i f- elektronowych – synteza i charakterystyka, której promotorem była prof. Wanda Radecka-Paryzek. Następnie w 2009 uzyskał w Institut de Science et d'Ingenierie Supramoléculaires w zespole laureata Nagrody Nobla, Prof. Jean-Marie Lehna z notą Exceptional doktorat za pracę Self-assembly and properties of metallo-supramolecular grid-type architectures. 18 czerwca 2014 Wydział Chemii UAM przyznał mu stopień doktora habilitowanego za cykl ośmiu artykułów pod wspólnym tytułem Zastosowanie dynamicznej chemii kowalencyjnej oraz supramolekularnej do tworzenia i badania złożonych układów chemicznych. Jest finalistą konkursu o Nagrody Naukowe Tygodnika „Polityka” w 2016. W lipcu 2020 roku otrzymał tytuł naukowy profesora nauk ścisłych i przyrodniczych. Stypendysta Fundacji na rzecz Nauki Polskiej, beneficjent grantów Narodowego Centrum Nauki i Narodowego Centrum Badań i Rozwoju oraz innych polskich i zagranicznych instytucji. Zawodowo związany z Wydziałem Chemii i Centrum Zaawansowanych Technologii UAM. Autor 84 recenzowanych artykułów w czasopismach naukowych indeksowanych w Journal Citation Reports (stan na październik 2024).